# Самолусківська сільська рада
Самолу́сківська сільська́ ра́да — адміністративно-територіальна одиниця та орган місцевого самоврядування в Гусятинському районі Тернопільської області. Адміністративний центр — село Самолусківці.

## Загальні відомості
- Територія ради: 15,218 км²
- Населення ради: 1 059 осіб (станом на 2001 рік)
- Територією ради протікає річка Тайна

## Населені пункти
Сільській раді підпорядковані населені пункти:
- с. Самолусківці

## Склад ради
Рада складається з 16 депутатів та голови.
- Голова ради: Карпо Степан Олексійович
- Секретар ради: Литвин Ганна Павлівна

### Керівний склад попередніх скликань
| Прізвище, ім'я, по батькові | Основні відомості                                                 | Дата обрання | Дата звільнення |
| --------------------------- | ----------------------------------------------------------------- | ------------ | --------------- |
| Карпо Степан Олексійович    | Сільський голова, 1962 року народження, освіта вища               | 26.03.2006   | 31.10.2010      |
| Карпо Степан Олексійович    | Сільський голова, 1962 року народження, освіта вища, безпартійний | 31.10.2010   |                 |

Примітка: таблиця складена за даними сайту Верховної Ради України

### Депутати
За результатами місцевих виборів 2010 року депутатами ради стали:

#### За суб'єктами висування
| Суб'єкт висування | Кількість обраних депутатів | %   |
| ----------------- | --------------------------- | --- |
| Самовисування     | 16                          | 100 |

#### За округами
| № округу | Прізвище, ім'я, по батькові | Дата визнання обраним | Освіта             | Партійна приналежність                        | Відомості про обраного депутата                                   |
| -------- | --------------------------- | --------------------- | ------------------ | --------------------------------------------- | ----------------------------------------------------------------- |
| 1        | Базилевич Павло Михайлович  | 01.11.2010            | вища               | позапартійний                                 | ВАТ «Самолусківський крохмальний завод», голова правління         |
| 2        | Литвин Володимир Петрович   | 01.11.2010            | середня            | позапартійний                                 | ВАТ «Самолусківський крохмальний завод», змінний майстер          |
| 3        | Швидак Надія Богданівна     | 01.11.2010            | середня спеціальна | позапартійна                                  | Будинок культури, директор                                        |
| 4        | Литвин Роман Павлович       | 01.11.2010            | середня            | позапартійний                                 | ТАНГ, студент                                                     |
| 5        | Марусин Ганна Петрівна      | 01.11.2010            | вища               | позапартійна                                  | Самолусківська загальноосвітня школа І-ІІ ст., вчитель            |
| 6        | Клекот Степан Михайлович    | 01.11.2010            | вища               | позапартійний                                 | «Спорт Сім'я та молодь» м. Тернопіль, спорт інструктор            |
| 7        | Лахман Михайло Миколайович  | 01.11.2010            | середня            | позапартійний                                 | «Мрія- центр», шофер                                              |
| 8        | Козак Василь Степанович     | 01.11.2010            | вища               | позапартійний                                 | НАСК «Оранта», заступник начальника                               |
| 9        | Юркевич Михайло Іванович    | 01.11.2010            | вища               | позапартійний                                 | тимчасово не працює                                               |
| 10       | Голич Михайло Петрович      | 01.11.2010            | вища               | позапартійний                                 | Державне управління казначейства у районі, спеціаліст 1 категорії |
| 11       | Литвин Ганна Павлівна       | 01.11.2010            | вища               | позапартійна                                  | Сільська рада, секретар                                           |
| 12       | Вибираний Іван Михайлович   | 01.11.2010            | вища               | член Всеукраїнського об'єднання «Батьківщина» | Районний центр зайнятості, головний спеціаліст                    |
| 13       | Полоз Катерина Іванівна     | 01.11.2010            | середня спеціальна | позапартійна                                  | фельдшерсько-акушерський пункт, завідувачка                       |
| 14       | Турецька Марія Іванівна     | 01.11.2010            | середня спеціальна | позапартійна                                  | фельдшерсько-акушерський пункт, акушер                            |
| 15       | Крива Любов Петрівна        | 01.11.2010            | середня спеціальна | позапартійна                                  | Територіальний центр, соціальний працівник                        |
| 16       | Наконечний Іван Дмитрович   | 01.11.2010            | середня спеціальна | позапартійний                                 | Райсанепідемстанція, зав.відділенням                              |